# Jüdischer Friedhof (Bösingfeld)

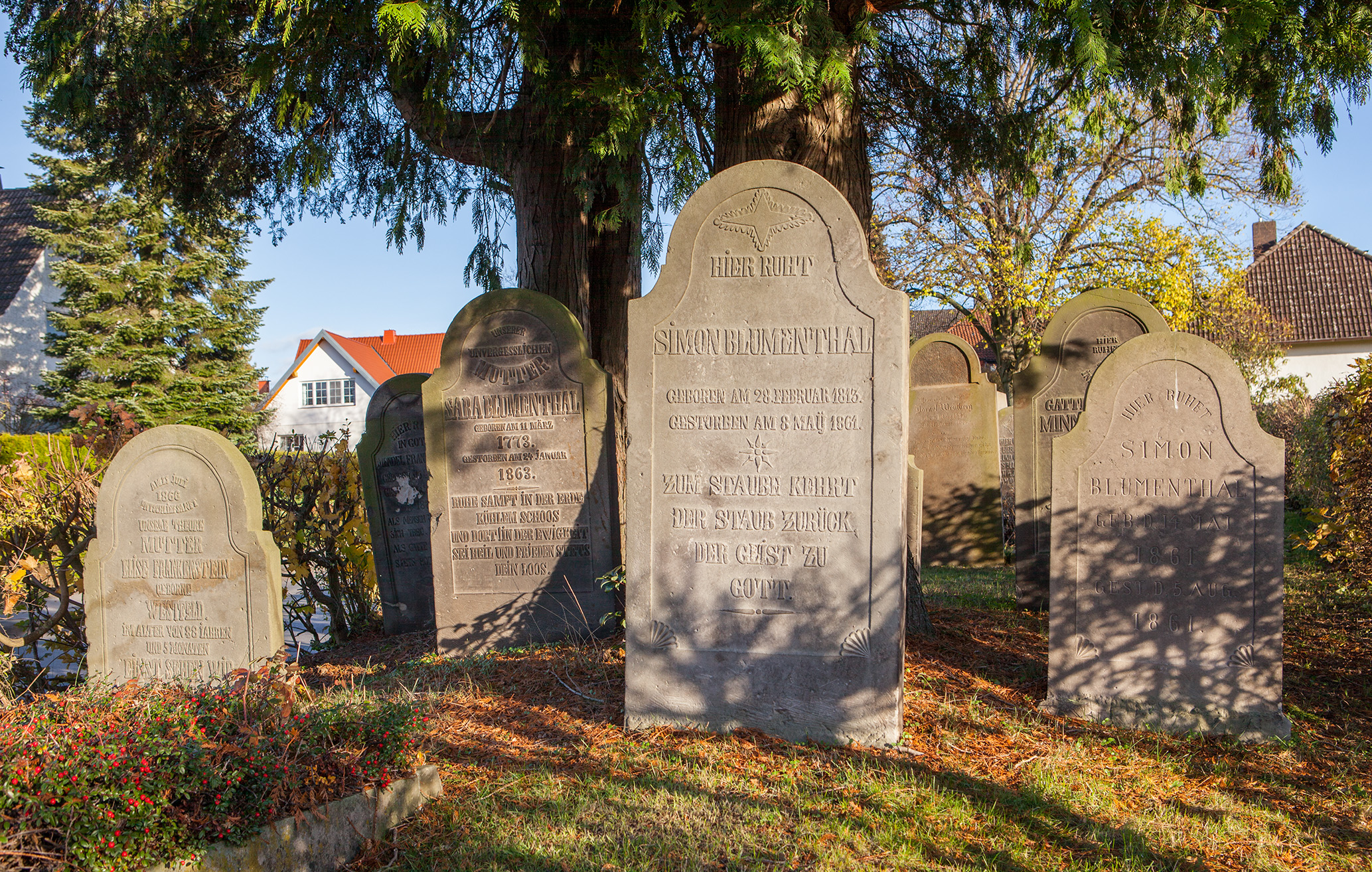
Jüdischer Friedhof in Bösingfeld

Der Jüdische Friedhof in Bösingfeld, einem Ortsteil der Gemeinde Extertal im Kreis Lippe am Rande des Weserberglandes, wurde vor 1849 errichtet. Der jüdische Friedhof an der Bahnhofstraße ist ein geschütztes Baudenkmal.
Der älteste Grabstein (Mazewa) auf dem Friedhof wurde für den am 11. Februar 1849 gestorbenen Wolf Bonefang Frankenstein gesetzt. Heute sind noch circa 33 Grabsteine auf dem Friedhof vorhanden.